# الجزيرة الغامضة (رواية)
الجزيرة الغامضة (بالفرنسية: L'Île mystérieuse) وهي رواية كتبها جول فيرن ونشرت في عام 1874. وقد صدرت منها الطبعة الأصلية بواسطة بيير جول، حيث تحتوي على عدد من الرسوم التوضيحية التي أعدها الفنان جول فيرات. والرواية تكملة لروايات فيرن الشهيرة مثل عشرون ألف فرسخ تحت الماء وفي البحث عن المنبوذين.

## القصة
تدور القصة حول 6 أسرى حرب حاولوا الهرب بمنطاد ليصلوا إلى جزيرة غير مأهولة في منتصف المحيط جانب أستراليا.
حاولوا التعايش مع الوضع بالطرق البدائية وكان القائد والمشرف عليهم هو المهندس (هاردنج) الذي كان على وشك الموت.
بعد سنين ذهبوا لينقذوا رجل إنجليزي بعدما وجدوا رسالة منه. عندما ذهبوا لينقذوه تبيّن لهم بأن ليس الرجل هو من كتب الرسالة. وهنا تشتت الأفكار في هذه الجزيرة الغامضة كما أن المهندس هاردنيج أنقذ من البحر ولا أحد يعرف من أنقذه وأُنقذوا من عجل بحر ومن القرود المحتالة ووجود رصاصة داخل الدب وإرشادهم إلى طريق الرجوع لجزيرتهم وتفجير سفينة القراصنة و ...
عندها عرف الجميع بأن الجزيرة مأهولة من البشر بعد كل تلك الحوادث.
في يوم من الأيام ذهبوا إلى داخل كهف طويل ووجدوا فيه شخص وهو الكابتن نيمو (بطل رواية عشرون ألف فرسخ تحت الماء) وكان في غواصته وبعد كل ذلك تعرفوا بأن من فعل كل تلك الفعال ما هو إلا الكابتن نيمو وحكى لهم عن نفسه، وكان في آواخر أيامه ومات ودفن في غواصته طبقا لوصيته.
بعد ذلك بأشهر بدأ يثور بركان الجزيرة وأنفجرت الحمم وكادوا يصبحون رمادا لولا ان أتت السفينة التي يعرفها الرجل الأنجليزي وتم انقاذهم. عند ذلك سألوا الرجال الكابتن لماذا عندما لم يجدوا الأنجليزي أتوا إلى جزيرتهم فأعطى الكابتن المهندس رسالة كانت في كوخ الأنجليزي مكتوب عليها كل المعلومات عنهم. فعرف الجميع بأن الكابتن نيمو مات وبقى يساعدهم وهو ميت.

## روابط خارجية
- الجزيرة الغامضة على موقع الموسوعة البريطانية (الإنجليزية)